# Déspota de Morea
El déspota de Morea, también llamado por los historiadores como déspota del Peloponeso y por algunos contemporáneos como déspota de los romanos, fue el gobernante del Despotado de Morea, una provincia semiautónoma e infantazgo del Imperio bizantino tardío.
El título de déspota (en griego: δεσπότης, romanizado: despótēs) era una dignidad cortesana de alto rango que no hacía referencia originalmente a un territorio específico, sino a la posición del portador dentro de la jerarquía imperial. Sin embargo, en el período bizantino tardío, la práctica de conceder tierras en administración a príncipes imperiales hizo que el título se asociara con regiones concretas, como ocurrió con Morea.
Los últimos déspotas de Morea fueron Demetrio y Tomás Paleólogo, hermanos del último emperador bizantino, Constantino XI. Después de la conquista otomana, Tomás continuó reclamando el título en el exilio, mientras que Demetrio vivió como huésped del sultán en condiciones relativamente cómodas hasta su muerte.

## Lista de déspotas de Morea, 1349-1460

### Casa de Cantacuceno (1349-1383)
| Imagen | Nombre                                                                           | Reinado   | Sucesión & notas | Ref.  |
| ------ | -------------------------------------------------------------------------------- | --------- | --- | ----- |
|        | Manuel Cantacuceno Μανουήλ Καντακουζηνός (Manouēl Kantakouzēnos)                 | 1349-1380 | En 1348, fue nombrado gobernador de Morea por su padre Juan VI Cantacuceno y el primero en llevar el título de déspota. Fue sucedido por su hermano Mateo.          | [ 5 ] |
|        | Mateo Cantacuceno Ματθαίος Ασάνης Καντακουζηνός (Matthaios Asanēs Kantakouzēnos) | 1380-1383 | Anteriormente fue coemperador bizantino con su padre Juan VI, pero con su renuncia al trono, se dirigió a Morea, donde se unió su hermano y lo sucedió a su muerte. | [ 6 ] |
|        | Demetrio I Cantacuceno Δημήτριος Καντακουζηνός (Dēmētrios Kantakouzēnos)         | 1383      | Hijo de Mateo, disputó la sucesión al Despotado de Morea con Teodoro I Paleólogo, hijo de Juan V, entre 1380 y 1384.                                                | [ 7 ] |

### Casa de Paleólogo (1383-1460)
| Imagen | Nombre                                                                                      | Reinado   | Sucesión & notas | Ref.          |
| ------ | ------------------------------------------------------------------------------------------- | --------- | --- | ------------- |
|        | Teodoro I Paleólogo Θεόδωρος Παλαιολόγος (Theodōros Palaiologos)                            | 1383-1407 | Nombrado por su padre, Juan V Paleólogo. Fue el primero de los Paleólogo en gobernar el despotado y a su muerte fue sucedido por su sobrino, también llamado Teodoro. Gobernó desde Mistrá. | [ 8 ] [ 9 ]   |
|        | Teodoro II Paleólogo Θεόδωρος Παλαιολόγος (Theodōros Palaiologos)                           | 1407-1443 | Nombrado por su padre, Manuel II Paleólogo. Gobernó en solitario durante dos décadas antes de gobernar conjuntamente con Constantino y Tomás. Gobernó desde Mistrá.                         | [ 10 ]        |
|        | Constantino Paleólogo Κωνσταντῖνος Δραγάσης Παλαιολόγος (Kōnstantinos Dragasēs Palaiologos) | 1428–1449 | Nombrado por su hermano, Juan VIII, para gobernar el despotado junto con Teodoro II. Gobernó desde Glarentza (1428-1432), Kalávrita (1432-1443) y Mistrá (1443-1449).                       | [ 11 ] [ 12 ] |
|        | Tomás Paleólogo Θωμᾶς Παλαιολόγος (Thomas Palaiologos)                                      | 1428–1460 | Nombrado por su hermano, Juan VIII, para gobernar junto a Teodoro II y Constantino. Gobernó desde Kalávrita (1428-1432), Élide (1432-1449) y Patras y Leontari (1449-1460).                 | [ 12 ] [ 13 ] |
|        | Demetrio II Paleólogo Δημήτριος Παλαιολόγος (Dēmētrios Palaiologos)                         | 1449–1460 | Nombrado para gobernar junto a Tomás por su hermano Constantino tras su ascenso al trono bizantino como Constantino XI. Gobernó desde Mistrá.                                               | [ 12 ] [ 14 ] |

## Déspotas titulares y reclamantes después de 1460

### Reclamantes Paleólogo (1460-1502)
| Imagen | Nombre                                                     | Periodo                                                          | Sucesión & notas | Ref.                 |
| ------ | ---------------------------------------------------------- | ---------------------------------------------------------------- | --- | -------------------- |
|        | Tomás Paleólogo Θωμᾶς Παλαιολόγος (Thomas Palaiologos)     | 1460–1465 (anteriormente gobernó como déspota entre 1428 y 1460) | Gobernante hasta la caída del Despotado en 1460. Continuó reclamando el título en el exilio hasta su muerte en 1465.                                   | [ 15 ] [ 16 ]        |
|        | Andrés Paleólogo Ἀνδρέας Παλαιολόγος (Andreas Palaiologos) | 1465–1502                                                        | Hijo de Tomás, continuó la reivindicación de su padre. También reclamó el título de emperador de Constantinopla entre 1483 y 1494 y entre 1498 y 1502. | [ 15 ] [ 17 ] [ 18 ] |

### Pretendientes posteriores
- Fernando Paleólogo (1502-1503), posiblemente hijo ilegítimo de Andrés, reclamó el título tras la muerte de este. Su destino es incierto.[19]
- Constantino Arianiti (entre 1502/1507 y 1530), exiliado albanés, genealógicamente desvinculado de los déspotas. Reclamó el título tras la muerte de Andrés, posiblemente debido a su ascendencia Comneno o a su matrimonio con la Casa de Paleólogo-Montferrato, parientes de la dinastía imperial Paleólogo.[20]
- Juan Jorge Heraclio Basílico (finales del siglo XVI-principios del siglo XVII), mercenario griego en Italia, forjó conexiones con la familia de Angelo Flavio Comneno y, a través de ellos, con la Dinastía Ángelo de emperadores bizantinos.[21][22]
- Gian Antonio Lazier (c. 1720-1738), falsificador y pretendiente italiano que afirmaba tener conexiones con las dinastías Láscaris y Paleólogo.[23]
- Radu Cantacuzino (c. 1730-1761), descendiente rumano de la familia Cantacuceno, forjó vínculos con el emperador Juan VI Cantacuceno.[23]
- Alexandre Crivez (1976), hermano del pretendiente Paul Crivez, quien reclamó ser el legítimo heredero de la dinastía Paleólogo, pretendiente del título como «príncipe de Morea».[24]
- Peter Mills (1988), falsificador y farsante inglés que afirmaba tener vínculos con la dinastía Paleólogo, reclamó el título en la versión de «déspota de los romanos» y «duque de Morea».[25]